# Garfield County, Nebraska
Garfield County är ett administrativt område i delstaten Nebraska, USA, med 2 049 invånare. Den administrativa huvudorten (county seat) är Burwell, Nebraska.

## Geografi
Enligt United States Census Bureau har countyt en total area på 1 480 km². 1 477 km² av den arean är land och 3 km² är vatten.

### Angränsande countyn
- Wheeler County - öst
- Valley County - syd
- Loup County - väst
- Holt County - nord